# 베네른호

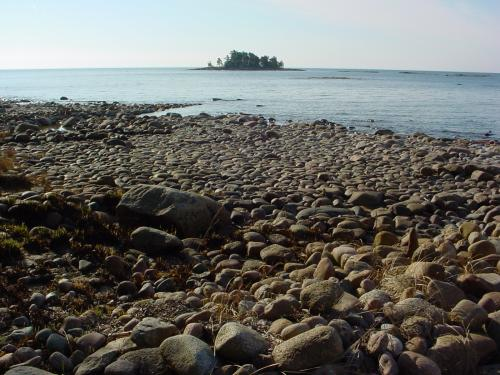
베네른 호

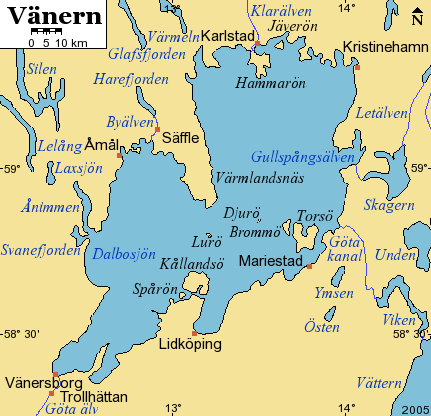
베네른 호의 지도

베네른 호(스웨덴어: Vänern)는 스웨덴의 호수로 면적은 5,650km2, 평균 수심은 27m, 최대 수심은 106m, 수면 높이는 44m이다. 스웨덴에서 가장 큰 호수이며 유럽에서는 러시아의 라도가호, 오네가호 다음으로 가장 넓다. 베스테르예틀란드, 달슬란드, 베름란드와 접한다.